# Nicolas David Andrade
Nicolás David Andrade, conocido como Nicolás (Colorado do Oeste, Rondonia, 12 de abril de 1988), es un futbolista profesional brasileño que juega como portero. Actualmente juega para el Pisa Sporting Club de Serie B

## Trayectoria
Debuta con el Atlético Mineiro en el 2006 año en el que queda campeón de la Serie B.
Lleva en el Hellas Verona desde mediados del 2010, con alguna cesión de por medio.
| Club                          | País   | Año           |
| ----------------------------- | ------ | ------------- |
| Clube Atlético Mineiro B      | Brasil | 2006          |
| Clube Atlético Mineiro        | Brasil | 2006 - 2008   |
| Clube de Regatas Brasil       | Brasil | 2008          |
| Clube Atlético Mineiro        | Brasil | 2009          |
| Villa Nova Atlético Clube     | Brasil | 2009          |
| Clube Atlético Mineiro        | Brasil | 2009          |
| Tombense Futebol Clube        | Brasil | 2009 - 2010   |
| Clube Atlético Mineiro        | Brasil | 2010          |
| Associação Atlética Anapolina | Brasil | 2010          |
| Hellas Verona Football Club   | Italia | 2010 - 2014   |
| A.S.D. Lanciano Calcio 1920   | Italia | 2014 - 2015   |
| Hellas Verona Football Club   | Italia | 2015          |
| Trapani Calcio                | Italia | 2015 - 2016   |
| Hellas Verona Football Club   | Italia | 2016 - 2018   |
| Udinese Calcio                | Italia | 2018 - 2019   |
| Hellas Verona Football Club   | Italia | 2019          |
| Udinese Calcio                | Italia | 2019-2021     |
| Reggina 1914                  | Italia | 2021          |
| Pisa Sporting Club            | Italia | 2021-presente |